# Monasterio de la Madre de Dios (Lerma)
El monasterio de la Madre de Dios o convento de Santo Domingo es un edificio religioso actualmente desacralizado, situado en la localidad burgalesa de Lerma (Castilla y León, España).

## Historia
Construido por el duque de Lerma para albergar la Orden de las carmelitas, data de principios del siglo XVII. Es obra de fray Alberto de la Madre de Dios. El retablo mayor fue proyectado por Juan Gómez de Mora. 
Fue visitado por el rey de España Felipe III el día 16 de octubre de 1617. 
En el 2016 las madres dejaron el convento para ir a Villanueva de la Jara pues ya quedaban pocas hermanas. 
Todo se mantiene como hace 400 años.Actualmente se utiliza como edificio de cultura, centro interpretativo de las hermanas Carmelitas, visitas guiadas, visitas nocturnas teatralizadas, catas y maridaje, lugar de eventos corporativos, experiencia de cocina tradicional en leña, finca para bodas..